# Parotomys littledalei
Parotomys littledalei är en däggdjursart som beskrevs av Thomas 1918. Parotomys littledalei ingår i släktet visselråttor, och familjen råttdjur. IUCN kategoriserar arten globalt som livskraftig. Inga underarter finns listade i Catalogue of Life. Arten är uppkallad efter en brittisk samlare av naturföremål, Harold A. P. Littledale. Han hade även gnagarens holotyp i sin samling.

## Utseende
Denna gnagare är med en kroppslängd (huvud och bål) av 176 till 276 mm, en svanslängd av 78 till 118 mm och en vikt mellan 72 och 153 g något större än den andra visselråttan. I motsats till Parotomys brantsii saknar Parotomys littledalei rännor i de övre framtänderna. Pälsen har på ovansidan en kanelbrun till ljusare brun färg. På kroppssidorna och vid buken är pälsen ännu ljusare brun. Arten har fyra fingrar vid framtassarna och den första är bara en liten stubbe. Vid bakfötterna förekommer fem tår. Alla fingrar och tår är utrustade med smala klor. Händer och fötter är täckta med vit päls. Svansen har en mörk ovansida och en ljus undersida.

## Utbredning och habitat
Arten förekommer i södra Afrika i västra Namibia och västra Sydafrika. Den lever i låglandet och i bergstrakter upp till 1500 meter över havet. Parotomys littledalei vistas i buskskogar och den är aktiv på dagen.

## Ekologi
Parotomys littledalei bygger komplexa tunnelsystem som är mindre jämförd med bon som byggs av Parotomys brantsii. Boet har ungefär åtta ingångar och täcker i genomsnitt en yta av 4,7 kvadratmeter. Arten äter främst blad från buskar och andra växter. Den har liksom den andra visselråttan ett visslande varningsläte. Individerna syns främst på dagen utanför boet.
Enligt ett fåtal undersökningar sker fortplantningen mellan augusti och december. Honor föder en till tre ungar per kull.